# Cristeryssamena alterna
Cristeryssamena alterna là một loài bọ cánh cứng trong họ Cerambycidae.